# Seawaymax

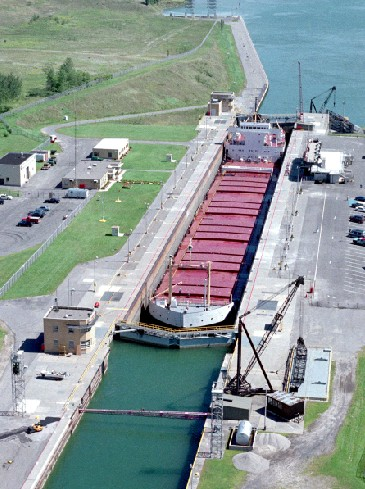
Cargueiro seawaymax nas Eclusas Eisenhower do Canal de São Lourenço.

A classificação seawaymax refere-se às embarcações que dispõem das dimensões máximas permitidas para caberem nas eclusas do Canal de São Lourenço (Saint Lawrence Seaway). As embarcações seawaymax dispõem de um comprimento máximo de 225,6 m (740 pés), uma boca máxima de 23,8 m (78 pés) e um calado máximo de 7,92 m (26 pés).
Alguns lakers (cargueiros lacustres dos Grandes Lagos) têm dimensões superiores às de seawaymax. Assim, apesar de poderem navegar nos Grandes Lagos, não podem passar para o oceano Atlântico. O tamanho das eclusas do Canal de São Lourenço limita não só o tamanho dos navios que o podem atravessar, mas também a quantidade de carga que podem transportar. O recorde de carga transportada por um navio através do Canal é de 28 502 toneladas de minério de ferro, enquanto que o recorde de carga transportada através da Hidrovia dos Grandes Lagos é de 71 351 toneladas. Contudo, a maioria dos novos lakers são construídos dentro dos limites seawaymax para aumentar a sua versatilidade, permitindo o seu uso fora dos Grandes Lagos.